# Elkhan Hasanov
Pour les articles homonymes, voir Hasanov.
Elkhan Hasanov (en azéri : Elxan Həsənov), né le 12 août 1967 à Bakou en Azerbaïdjan, est un footballeur international azerbaïdjanais, devenu entraîneur des gardiens, qui évoluait au poste de gardien de but.

## Biographie

### Carrière de joueur
Elkhan Hasanov dispute deux matchs en Ligue des champions, 6 matchs en Coupe de l'UEFA, et deux matchs en Coupe Intertoto,.

### Carrière internationale
Elkhan Hasanov compte 16 sélections avec l'équipe d'Azerbaïdjan entre 1992 et 2000. 
Il est convoqué pour la première fois par le sélectionneur national Alakbar Mammadov pour un match amical contre la Géorgie le 17 septembre 1992 (défaite 6-3). Il reçoit sa dernière sélection le 6 février 2000 contre Malte (défaite 3-0).

## Palmarès
- Avec le Neftchi Bakou
  - Champion d'Azerbaïdjan en 1996, 1997 et 2004
  - Vainqueur de la Coupe d'Azerbaïdjan en 1995, 1996, 2002 et 2004

- Avec l'Inter Bakou
  - Champion d'Azerbaïdjan en 2008